# Пузнувка
Пузнувка (пол. Puznówka) — село в Польщі, у гміні Пілява Ґарволінського повіту Мазовецького воєводства.
Населення — 770 осіб (2011).

## Демографія
Демографічна структура станом на 31 березня 2011 року:
|          | Загалом | Допрацездатний вік | Працездатний вік | Постпрацездатний вік |
| -------- | ------- | ------------------ | ---------------- | -------------------- |
| Чоловіки | 385     | 83                 | 273              | 29                   |
| Жінки    | 385     | 77                 | 232              | 76                   |
| Разом    | 770     | 160                | 505              | 105                  |